# Архитектура Словении
Архитектурное наследство Словении в основном представлено разнообразными европейскими художественными стилями, в том числе с национальными особенностями.
Во многих областях страны можно найти образцы романской архитектуры XII — XIII веков. Готическое искусство представлено в основном образцами поздней готики (XIV—XVII вв.) Значительное количество сооружений эпохи ранней готики (XII — XIII в.) было разрушено во время землетрясения 1511 года. Выдающимися мастерами эпохи Средневековья были Йоханнес де Лайбако, Эрней с Локи, Йоханнес Аквила и др.
Значительное влияние итальянского Ренессанса наблюдается в общественных зданиях XIV—XVI веков, особенно в городах Словенского Приморья.
Начало XVII — XVIII веков — эпоха становления и расцвета словенского барокко, которое также формировалось под влиянием итальянского искусства. В это время расцветает творчество таких художников, как Г. Мачек, Йожеф Страуб, Франческо Робба, Фортунат Бергант.
В первой четверти XIX века в словенской архитектуре утверждается классицизм. В изобразительном искусстве черты классицизма органично сочетаются с романтизмом: работы Франца Ковчича, Иосифа Томила и Матевжа Лангуса.
В начале XX в. в моду входит стиль модерн и другие модернистские течения. Популярные архитекторы того времени — итальянец Макс Фабиани и местная знаменитость Иван Вурник начинают изменять архитектурный облик Любляны после разрушительного землетрясения 1895 года, создав действительно оригинальный люблянский модерн.
В течение 1921—1957 гг. в словенской столице Любляне работал выдающийся словенский архитектор и градостроитель XX века Йоже Плечник, чья творческая и преподавательская деятельность оставили заметный отпечаток в европейской культуре, а спроектированные им здания украсили не только Любляну, но и Вену, Прагу и Белград.

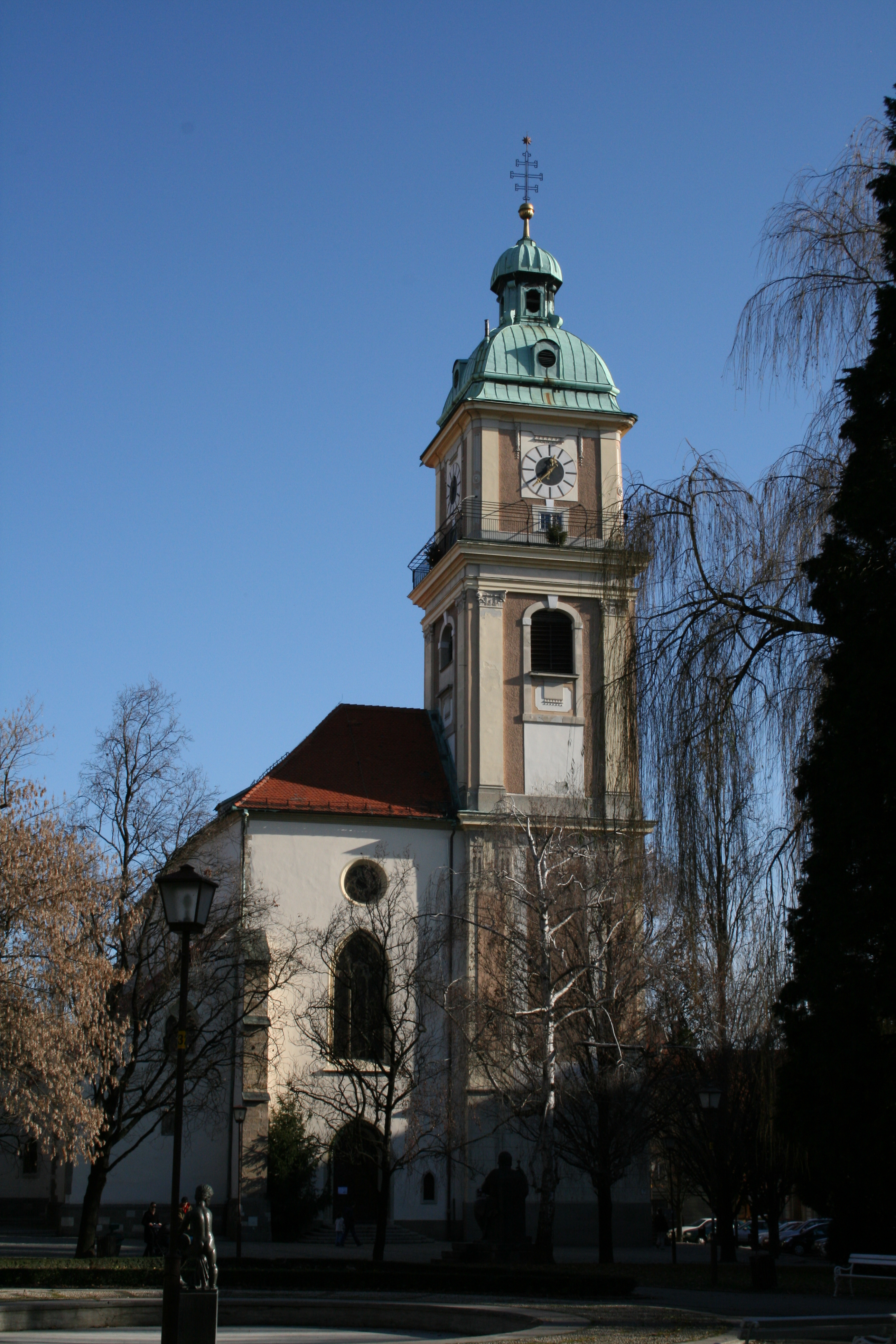
Кафедральный собор в Мариборе, готика, XII в.
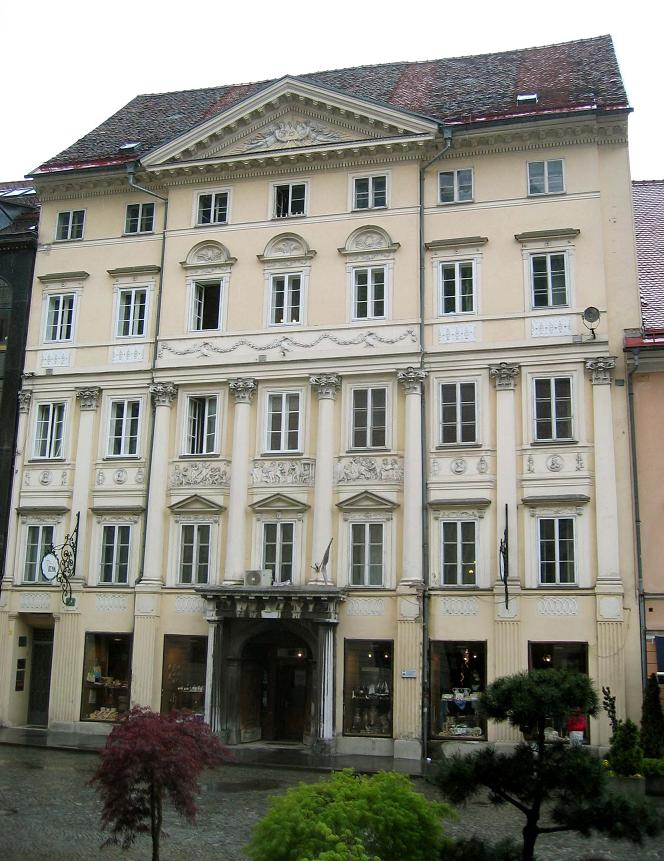
Люблянская ратуша, XVII в., фасад в стиле ампир